# Suillia oxyphora
Suillia oxyphora är en tvåvingeart som först beskrevs av Josef Mik 1900.  Suillia oxyphora ingår i släktet Suillia och familjen myllflugor. Inga underarter finns listade i Catalogue of Life.